# Handpenning
Handpenning eller kontantinsats är ett penningbelopp, som då man ingår ett avtal betalas av den ena avtalsparten till den andra som förskott på betalningen. Genom överlämnande och mottagande av handpenning visar parterna att de binder sig till avtalet, också om handlingen numera inte har någon självständig betydelse.
Till exempel vid köpavtal (köp av kapitalvaror) är det vanligt att man erlägger handpenning, ofta kontant. Poängen med handpenning ur säljarens perspektiv är oftast att köparen förlorar sin handpenning (eller del av den) om han eller hon av någon anledning inte vill slutföra affären. En vanlig nivå på en handpenning är 10 procent av köpesumman. 
Säljaren har inte rätt att behålla handpenningen om köparen drar sig ur. Däremot har säljaren i den situationen ofta rätt till ersättning, bland annat för det arbete den har lagt ned, och har med betald handpenning en bättre förhandlingsposition (i synnerhet om köparen visar sig medellös). Frågan om rätt till ersättning och eventuell ersättnings storlek avgörs från fall till fall oberoende av handpenningen.
En vanlig missuppfattning beträffande handpenningens betydelse, är att ett avtal eller köpekontrakt inte skulle vara bindande förrän en handpenning erlagts. Oavsett om en handpenning erlagts eller inte, är ett avtal om köp eller försäljning juridiskt bindande, om man inte kommit överens om förutsättningar som skall vara uppfyllda innan köpet skall anses bindande.

## Förväxling av handpenning och kontantinsats
Handpenning och kontantinsats är två begrepp som väldigt ofta förväxlas med varandra, vanligtvis därför att de båda har koppling till säkerhet vid ett bolån och köp av bostad. Medan handpenning är kopplat till själva kontraktet som skrivs med en säljare, är kontantinsats kopplat till bankens utlåning av pengar vid ett bostadsköp och ska finansieras av egna medel.
Sedan 2010 går det inte längre att ta ett lån på hela beloppet för att köpa en bostad, efter att Finansinspektionen i Sverige införde ett bolånetak för att få ner skuldkvoten i samhället. Låntagaren måste enligt lag betala en kontantinsats på 15 procent av bostadens totala marknadsvärde för att banken ska godkänna bostadslånet.

## Historisk terminologi för handpenning
Handpenning erläggs också vid saklega (det vill säga avtal om nyttjanderätt till egendom) samt tjänstelega (avtal om åtagande av tjänsteprestationer).
Vid saklega, kallas handpenningen fästepenning eller städja.
Vid tjänstelega benämns den städjepenning eller städsel. 
Om man undantar städseln, saknar handpenningen numera – i motsats till vad förhållandet var i den äldre rätten – all annan juridisk betydelse än som ett medel att styrka avtalet. Jfr arrha och gudspenning.